# イノセンス
『イノセンス』（INNOCENCE）は、押井守監督による日本の劇場用アニメ映画。2004年3月6日に全国東宝洋画系で公開された。押井が監督した1995年公開のアニメ映画『GHOST IN THE SHELL / 攻殻機動隊』の続編にあたり、本作は自身にとっても前作の公開から約9年ぶりとなるアニメ監督作品である。キャッチコピーは、糸井重里の「イノセンス それは、いのち。」
2004年、アニメーション映画としては初の第25回日本SF大賞受賞。第57回カンヌ国際映画祭のコンペティション部門にて上映された。日本のアニメーション作品がカンヌのコンペ部門に選出されるのは史上初であり、2017年現在も唯一のノミネート作品である。また、第32回アニー賞の長編アニメ作品賞にもノミネートした。

## あらすじ
少佐こと草薙素子の失踪（前作『GHOST IN THE SHELL / 攻殻機動隊』のラスト）から3年後の西暦2032年。
巨大企業ロクス・ソルス社が販売する少女型の愛玩用ガイノイド「Type2052 “ハダリ（HADALY）”」が原因不明の暴走を起こし、所有者を惨殺するという事件が相次いで発生した。被害者の遺族とメーカーの間で示談が不審なほど速やかに成立し、また被害者の中に政治家や元公安関係者がいたことから、ロボットを利用したテロの可能性を考慮して公安9課で捜査を担当することになり、公安9課のバトーは、相棒のトグサとともに捜査に向かう。
県警鑑識官のハラウェイによると、ハダリには破壊・機能停止状態になるとロクス・ソルス社による執拗とも言えるほどのメーカーの機密漏洩防止プログラムが書き加えられていることと、今回の暴走を起こしたハダリは所有者嗜好によりセクサロイド機能という特殊仕様が施されていた。ハラウェイ曰く「世間に自慢できる趣味ではないが、違法ではない」と。だから被害者の遺族もロクス・ソルス社を告訴せず、賠償問題や裁判などの示談も異様とも言えるスピードで成立していたのだ。結論として、テロの可能性がゼロになったことで本件は、バトー・トグサの専従捜査に切り替えられる。
その最中、ロクス・ソルス社の出荷検査部長が惨殺される事件が起きる。暴走したハダリに組長を殺された指定暴力団「紅塵会」の犯行であると踏んだバトー・トグサは、紅塵会の事務所を襲撃する。検査部長はロクス・ソルス社から「落とし前」として紅塵会に売られたのだった。だがバトーは襲撃の真意について、もしもロクス・ソルス社がうしろめたいものを抱えているのであれば、なんらかの形で捜査の妨害を仕掛けてくるはずだと踏んでいた。その帰宅途中、バトーはいつものように立ち寄った食料品店でゴーストハックされ乱射事件を起こしてしまう。
事件の核心へと迫るべく、バトーとトグサはロクス・ソルス本社がある択捉経済特区へ向かう。手始めに二人は、バトーへのゴーストハックの容疑でハッカーのキムの屋敷を訪れる。2人は電脳の疑似現実のループに誘い込まれてしまうが、何者かからのヒントで脱出に成功。バトーの読み通りロクス・ソルス社がキムを雇い、捜査の妨害を試みたと確信した2人はキムを確保し、バトーは公海上にあるロクス・ソルス社のガイノイド製造プラント船へ乗り込む。
トグサはキムの脳殻を用いてバトーをバックアップするが、プラント船の警備システムが作動し、電脳戦の末にキムは死亡してしまう。だが、キムは自らの死に連動したウイルスを製造プラント船内に仕込んでおり、それによって待機中の全てハダリが暴走を開始し、船内のロクス・ソルス社の警備兵たちを惨殺し始める。プラント船中枢を目指すバトーがそれらに応戦している最中、1体のハダリが現れ、バトーを援護する。そのハダリは素子が自身の一部をダウンロードさせたものだった。食料品店でバトーに警告を発したのも、キムのループを解くヒントを与えたのも素子だった。
素子のハッキングによってプラント船内は鎮圧され、バトーは捜査を再開する。プラント船の中枢部にはゴーストをガイノイドに複製する「ゴーストダビング装置」が並んでいた。ハダリの正体は、紅塵会が密輸入した少女たちのゴーストを犠牲にして作り出した「生きた人形」であった。相次いで発生した惨殺事件は、良心の呵責に耐え兼ねた検査部長が警察の捜査によってハダリの正体が暴かれる事を期待して、ハダリのプログラムに意図的に細工を施すことで起きたものであり、紅塵会に売られた理由もその事実がロクス・ソルス社に露見したためであった。素子は脱出するバトーに「あなたがネットにアクセスするとき、私は必ずあなたのそばにいる」と言い残し、ハダリのデータを消去した。
事件解決後、バトーはトグサの家に預けていた犬のガブリエルを迎えに行き、その際トグサに抱かれた娘とその腕に抱かれた娘へのプレゼントの人形、バトーに抱かれたガブリエルはお互いを見つめ合ったのだった。

## キャスト
| 役名           | 日本語版                                                                                     | 英語版                                  | 英語版                                                 |
| 役名           | 日本語版                                                                                     | 2005年版                                | 2009年版                                               |
| -------------- | -------------------------------------------------------------------------------------------- | --------------------------------------- | ------------------------------------------------------ |
| バトー         | 大塚明夫                                                                                     | リチャード・エプカー                    | リチャード・エプカー                                   |
| トグサ         | 山寺宏一                                                                                     | クリスピン・フリーマン                  | クリスピン・フリーマン                                 |
| 草薙素子       | 田中敦子                                                                                     | メアリー・エリザベス・マクグリン        | メアリー・エリザベス・マクグリン                       |
| 荒巻大輔       | 大木民夫                                                                                     | ウィリアム・フレデリック・ナイト        | ウィリアム・フレデリック・ナイト                       |
| イシカワ       | 仲野裕                                                                                       | マイケル・マッカーティ                  | マイケル・マッカーティ                                 |
| コガ           | 平田広明                                                                                     | ロバート・アクセルロッド                | フレッド・サンダース                                   |
| アズマ         | 寺杣昌紀                                                                                     | エリック・デイヴィス                    | エリック・デイヴィス                                   |
| 謎の少女       | 武藤寿美                                                                                     | シェリー・リン                          | ローラ・ベイリー                                       |
| 刑事           | 藤本譲                                                                                       | スティーブ・クレイマー                  | カイル・エベール                                       |
| リン           | 亀山助清                                                                                     | ロバート・アクセルロッド                | ダグ・ストーン                                         |
| ワカバヤシ     | 仲木隆司                                                                                     | リチャード・カンシーノ                  | スティーブ・クレイマー                                 |
| 用心棒         | 立木文彦                                                                                     | ボブ・パーペンブルック                  | ジョー・ロメルサ                                       |
| 突入隊長       | 木下浩之                                                                                     | リチャード・カンシーノ                  | デイビット・ヴィンセント                               |
| サイボーグ医師 | 平野稔                                                                                       | ボブ・パーペンブルック                  | ジョン・スナイダー                                     |
| トグサの娘     | 山内菜々                                                                                     | ステファニー・シェー                    | サンディ・フォックス                                   |
| 鑑識課長       | 堀勝之祐                                                                                     | テレンス・ストーン                      | ロイ・エッジ                                           |
| ハラウェイ     | 榊原良子                                                                                     | エリン・スターン                        | バーバラ・グッドソン                                   |
| キム           | 竹中直人                                                                                     | ジョーイ・ダウリア                      | トラヴィス・ウィリン                                   |
| ガブリエルC    | Ruby                                                                                         | Ruby                                    | Ruby                                                   |
| その他         | 青羽剛 岸田修治 保村真 朝倉栄介 原田正夫 仁古泰 望月健一 福笑子 木川絵理子 杉本ゆう 渡辺明乃 | マイケル・マコノヒー ケヴィン・シーモア | カレン・ヒューイ ジム・ラウ ロジャー・クレイグ・スミス |

## スタッフ
- 原作 - 士郎正宗（『攻殻機動隊』講談社刊）
- 監督・脚本・絵コンテ - 押井守
- 演出 - 西久保瑞穂、楠美直子
- キャラクターデザイン - 沖浦啓之
- サブキャラクターデザイン・銃器設定 - 西尾鉄也
- メカニックデザイン - 竹内敦志
- プロダクションデザイナー - 種田陽平
- レイアウト - 渡部隆、竹内敦志
- 作画監督 - 黄瀬和哉、西尾鉄也、沖浦啓之
- 美術監督 - 平田秀一
- デジタルエフェクトスーパーバイザー - 林弘幸
- ビジュアルエフェクト - 江面久、 齋藤瑛
- ラインプロデューサー - 三本隆二、西沢正智
- 主題歌 - 伊藤君子／『Follow Me』 （アランフエス協奏曲を編曲したもの）（VideoArts Music）
- 音楽 - 川井憲次
- 音響監督 - 若林和弘
- イメージフォト - 樋上晴彦
- プロデューサー - 石川光久、鈴木敏夫
- 制作 - プロダクション・アイジー
- 製作協力 - スタジオジブリ
- 特別協賛 - エプソン
- 特別協力 - ローソン、読売新聞社、タワーレコード
- 製作 - プロダクション・アイジー、徳間書店、日本テレビ放送網、電通、ウォルト・ディズニー・ジャパン、東宝、ディーライツ、三菱商事
- 配給 - 東宝

## 作品解説
前作『GHOST IN THE SHELL / 攻殻機動隊』の草薙素子少佐の代わりにバトーがメインキャラクターをつとめる。ただし、九課のチーフ役はトグサが継いでいる。
本編のストーリーのベースは、漫画版『攻殻機動隊』の第6話「ROBOT RONDO」。

### 作品世界
本作品は士郎正宗の原作における『攻殻機動隊1.5 HUMAN-ERROR PROCESSER』『攻殻機動隊2 MANMACHINE INTERFACE』のように、前作で消息を絶った素子が再び姿を表し、主役として大活躍する作品にはならなかった。押井によれば、終わった後の今の目で見ればそのような展開でも良かったかもしれないと思えるが、当時は自然と本作品で選択した方向性以外に考えられなかったと語っている。また、本作品で直接は描かれなかった「その後の素子」に関しては、テーマとして容を変えて押井の次回作以降で語られるだろうとしている（必ずしも続編としての『攻殻3』を製作するという意味ではない）。

## 製作
作品名は当初『攻殻機動隊2』だったが、制作協力したスタジオジブリのプロデューサー鈴木敏夫の提案により『イノセンス』となった。主題歌として「Follow Me」を提案したのも鈴木である。押井自身も「彼（鈴木）がやったのは2つ。『イノセンス』というタイトルをつけたことと、主題歌」と発言している。タイトルのロゴ・デザインも鈴木の手によるもの。

### 製作委員会
本格的に企画が動いたのは2000年春。まず取り組んだ作業は、ハリウッドの会社と直接対等に組んで、I.Gが主導権を握って交渉を進めるために、前作の権利を持つ講談社・バンダイビジュアル・MANGA ENTERTAINMENTの3社にスポンサーを外れてもらう交渉を半年掛かりで行った。
2001年2月から、本作の決定稿を持った石川と押井の2人で20世紀フォックス映画・ワーナー・ブラザース・ドリームワークスに「やるか、やらないか」「制作スケジュールはこうで、条件はこうだ」と広告代理店を介さずに直接売り込みに走った。
結果的にドリームワークスと契約したものの、その後も契約面で自分達に厳しい条件を突き付けてくるため、石川は妥協しないで「制作費はこの位かかりますから、高く出して下さい」「投資家は参加させないでください」「期限付きのアジアを除く配給権とビデオ販売権を売ります」と粘った。その結果前作の4倍の制作費を確保することができ、「脚本には口出ししない」という確約も勝ち取った。その代わり、押井に支払われる監督料も当初の半分になった。ただし、アジアでのビデオ販売権はウォルト・ディズニー・ジャパンが持っていたため、当然ドリームワークスが抗議したが石川は「アジアのことには口を出さない約束だろう」と念を押した。
鈴木敏夫は、（スタジオジブリが）製作協力を引き受けるにあたって、「正直迷いました。でも宮崎駿監督が背中を押してくれた。実際にキャンペーンが始まると、「ハウルの動く城のことを全然やっていない」って怒っていたけど」と話す。
アメリカのメジャー映画会社は、『イノセンス』制作にあたって押井との交渉の席で、大衆受けを狙わない姿勢や、話を聞くだけではにわかに理解できない作品内容について難色を示した。それでも説得のため熱弁を振るう押井に、幹部全員が退いてしまい資金捻出を渋ったという。しかし、前作『GHOST IN THE SHELL / 攻殻機動隊』がアメリカでヒットしていたこともあり、一定の興行収入を得られるとみた映画会社は、『GHOST IN THE SHELL 2』と明記することを条件として最終的に契約を結んだ。

### プロモーション
原作および前作のタイトルでもある「攻殻機動隊」シリーズとは切っても切り離せない関係にあるが、鈴木の「『攻殻機動隊2』じゃ売れないよ」「前作を見た12万人のお客様はいらない」と主張して、押井を説得して「イノセンス」として、「攻殻機動隊」は副題にすら入らなかった。国内展開上は『攻殻機動隊』シリーズの新作であることは意図して強調されず、ほぼ独立したオリジナル作品としてプロモーションがなされた。
映画公開に先立ち、東京都現代美術館で、押井監修の「球体関節人形展」が開かれ、キムのモデルとなった四谷シモン作品などが展示された。
鈴木の主導によってスポットCMはもちろんのこと、宅配ピザの箱・カラオケの歌の本まで宣伝を仕掛け、配給元の東宝は300スクリーンを確保した。

### 脚本
作中には、以下に示すように多数の箴言の引用が登場する。
これについて押井守は、Yahoo!ブックスが2004年に行ったインタビューの中で、「ダイアログをドラマに従属させるのではなく、映画のディテールの一部にしたかった」のが動機であるとし、「言葉それ自体をドラマのディテールにしたかった。ちょっとした人物が吐くセリフも何物かであってほしい」「可能ならば100％引用で成立させたかった」「これまでは引用した言葉に自分の解釈を加えていたが、それは言葉を劣化させるだけ。引用は飽くまでも引用として、正確に伝えたい」と語っている。

### 映像手法
押井守は『GHOST IN THE SHELL / 攻殻機動隊』の際に既にアニメ映画の方法論は決したとして、アニメをこれ以上作ろうとは考えていなかったが、『Avalon』でアニメの方法論を実写に取り込み、実写の方法論をアニメに持ち込んでこの映画を制作しようと考えた。即ち、3Dでモデリングされた空間にカメラを持ち込み、それを切り出して（ロケーション・ハンティング）映像を制作しようとした。
だが、3D担当者はそれは不可能であると言い、テスト段階のコンビニエンスストアのシーンにおいて、想像以上のデータ量の前にその目論見は崩れ去った。現に公開されたものでもこのシーンは分割してレンダリングしたものを後に合成するという方法でレンダリング時間を短縮している。本編映像、特に中盤の大祭のシーンは、カメラマップと呼ばれる手法を利用した映像となっている。
また、アニメはキャラクターをセルで描くため、画面をセル画が占拠すると画面内の情報量が失われがちだが、江面久を筆頭とするエフェクトチームがAfterEffectsなどを駆使してそれに対処し、処理速度が停滞すればPower MacG5の大量導入でこれに対処した。
以上の紆余曲折もあり、アニメ映画では初めて、全編にわたってDominoによる映像処理が施されたが、それによってセル画が浮いて見えるという評価もあった。これについて押井守は認識していたが、CGによって描きこまれたディテールを損なうフィッティングをあえて行わなかったことを後のインタビューで述べている。ちなみに、IMAXシアターで公開された際にはオープニングのガイノイドの眼球に表示される文字列など細部を見ることができた。
前作のコンピュータ画面が「緑」で統一されていたのに対し、今作では「橙」で統一されていたり、前作の舞台が「夏」に対して今作は「冬」と、映像に差別化が見られる。なお、季節の違いによって差別化を図る手法は、押井が以前に監督した『機動警察パトレイバー the Movie』（「夏」）と『機動警察パトレイバー 2 the Movie』（「冬」）でも採用されている。

### 音響手法
本作以前より劇伴作曲家として押井作品に関わってきていた川井憲次による、本作の第2のメインテーマともいえる「傀儡謡（くぐつうた）」のコーラスは75人の民謡歌手（西田和枝社中）を集め（前作では3人）、更にクライマックスに使用された傀儡謡ではコーラスを4回収録し、それを同時に流す事によって音に厚みを持たせた。和太鼓に茂戸藤浩司が起用された。
劇中で使用されたオルゴールの曲は、予めオルゴールから機械録音しておいたものを、大谷石採掘場跡の地下空間で再生し、再度録音したものが使われた。
また音響効果編集は『Avalon』同様スカイウォーカー・サウンドで行われ、迫力の音響世界が創造された。サウンドデザインはアカデミー音響編集賞受賞者のランディ・トムが担当した。この関与は「プリミックス」であり、音楽やセリフ素材を含む整音は日本国内で行われている。
同社の音響製作の可能性に感銘を受けた押井は、『Avalon』で組んだサウンドデザイナーで『ローレライ』や『少林少女』も手がけたスカイウォーカー・サウンドのトム・マイヤーズに『スカイ・クロラ The Sky Crawlers』のサウンドデザイン、2008年の『攻殻機動隊2.0』の音響リニューアルを委ねている。

## 興行成績
封切り前の目標は興行収入50億円を目指していたが、興行収入10億円・観客動員数70万人に終わった。
押井・石川は0号試写の段階で「これはお客さんが入る映画じゃない」と確信し、石川は「押井さん、製作費の回収に10年かかるよ。もう腹くくったから」と呟き、押井は「『すまない』と思った反面、『よくぞ覚悟してくれた』とも思った。あの時は『スケジュールをかけて、クオリティを上げれば、観客を動員できて、製作費も回収できる』という選択肢しかなかった。脚本を書いた時から薄々感づいていて、ダビングの辺りでそれがあからさまになった時には石川に借りを作ってしまったことが決定的になったから、『必ず返さなければ』と思った」と振り返っている。
アメリカでは「GHOST IN THE SHELL 2 / INNOCENCE」というタイトルで全米50スクリーンで公開された。最終的な興行収入は104万ドル（約1億2千万円）だった。

## 受賞
- 第25回日本SF大賞[25][26]
- 第10回デジタル・コンテンツ・オブ・ジ・イヤー/AMD Award グランプリ／総務大臣賞
- 第10回デジタル・コンテンツ・オブ・ジ・イヤー/AMD Award Best Music Composer賞
- 第8回文化庁メディア芸術祭アニメーション部門 審査委員会推薦作品[27]
- 東京アニメアワード2005[28]
  - 劇場映画優秀作品賞
  - 原作賞
  - 脚本賞
  - キャラクターデザイン賞
- 第4回日本映画テレビ技術協会 映像技術賞
- 第19回デジタルコンテンツグランプリ ヒットコンテンツ部門優秀賞
- 第37回シッチェス・カタロニア国際映画祭　オリエント・エキスプレス賞
- 第9回アニメーション神戸作品賞・劇場部門[29]

## 評価
原作の士郎正宗は「原作に気を使っている部分が押井氏にしては多めの前作より、押井節全開の本作の方が好みです。いずれも『一生懸命作って頂いて、ありがたいな』と思っております」と絶賛している。
庵野秀明は「あんなに面白いと思わなかった。押井守さんの最高傑作ですよ。そして、日本のアニメは世界一だと感じましたね。あの物量、あの心意気やよし!ですよ。押井さん、今までも自分の好きなことをやっていたけど、ようやく混じり気なしで純粋に自分の好きなものだけをやれるようになったんだと思う。そこが『イノセンス』のいいところですよね。何年も何年も好きなことをやっていると、ここまで行きつくんだという」と絶賛した。
紀里谷和明は「『ニューヨーク近代美術館にそのまま入れて欲しい』と思いました。1個の美術品に見えたんです」と絶賛した。
情報学研究者のドミニク・チェンは「ユーモアに溢れ、楽観的ですらある士郎の原作とは大きく異なり、押井が言わば『テクスト主義的に独自の世界を展開している』という意味で、通常のアニメ化とは呼べない様相を呈している作品である。強いて言えば、兵器・メカニクスの緻密な描写に見られるフィチシズムと博覧強記的な台詞回しでは士郎・押井は共通していると言えるだろう。最も大きな相違は士郎が『徹底的なまでにデジタルな虚構の構築を楽しんでいる』のに対し、押井が『どこまでも映画的リアリティを求道的に追及している』点にある」「重層な質量のモデリングが施された3DCGによる背景描画やエフェクトが大きな比率を持って登場し、作画によるキャラクター・背景とのシームレスな統合に成功している。この辺は同じくSF的な都市描写を行いつつも、飽くまでも3DCG的な表層の前景化に終始した『メトロポリス』『ファイナルファンタジー』に対し、都市というそれ自体が大いにノイズを含む現実空間を志向している結果、立ち表れる映像がアニメとCGの混合による特殊なマチエールの生成を促し、『映画以上に映画的な空間描写足りえている』という事態を生んでいる」と賞賛している。
Wiredのアメリカ人記者によると前作にあたる「GHOST IN THE SHELL / 攻殻機動隊」と比べ「優雅で完成度が高く、まとまりがあり、じっくり見ても美しいのだ。」と述べている。
思想家の東浩紀は、本作がアニメ技術の最高峰に位置する見る価値のある作品であることを認めながらも、押井守のそれまでの作品にみられた「過剰な記号や意味」が煩雑に盛り込まれているという特徴が本作では欠落していると指摘している。そして、主題（人間と人形の差異）と物語の結びつきも弱く、監督の映像作家として力量に感嘆はするもののそれ以上の感想は抱けないと述べている。

## ソフト
DVD発売時のTVCMには藤原竜也と宮崎あおいが起用されている。また、2018年6月22日に、2019年6月30日までの期間限定生産として『GHOST IN THE SHELL/攻殻機動隊』&『イノセンス』 4K ULTRA HD Blu-ray セットが発売された。なお、バンダイナムコアーツ（現：バンダイナムコフィルムワークス）がウォルト・ディズニー・ジャパンと関わるのは、1987年にバンダイがウォルト・ディズニー・カンパニーと映像ソフト販売契約を結んでいた以来となる。

## 小説
2004年、山田正紀によって前日談に当たる小説「イノセンス After The Long Goodbye」が発表された。